# Leucania madensis
Leucania madensis là một loài bướm đêm trong họ Noctuidae.